# William Burke (Serienmörder)

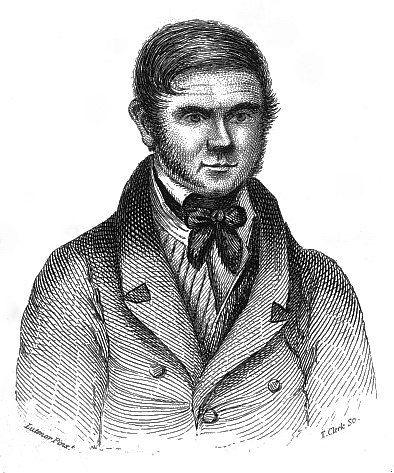
William Burke

William Burke (* 1792 in Urney (Strabane) im irischen County Tyrone; † 28. Januar 1829 in Edinburgh, Großbritannien) war ein britischer Serienmörder, der zusammen mit William Hare in den Jahren 1827 und 1828 in Edinburgh 16 Menschen tötete, um sie als Anatomieleichen verkaufen zu können.

## Biographie
Nachdem Burke in verschiedenen Berufen tätig gewesen war, ließ er etwa um das Jahr 1817 seine Frau und zwei Kinder in Irland zurück und zog nach Schottland, um dort als Navigator am Union Canal zu arbeiten. Er nahm sich eine Geliebte namens Helen MacDougal und wechselte wiederum häufig den Beruf. Unter anderem war er als Weber, Bäcker und zuletzt als Flickschuster tätig. 1827 wohnte er in einer billigen Pension, die von William Hare und Margaret „Maggie“ Laird betrieben wurde.
Aufgrund der Aussage Hares wurde Burke für schuldig befunden, zum Tode durch den Strang verurteilt und am 28. Januar 1829 öffentlich hingerichtet. Anschließend wurde sein Leichnam durch Alexander Monro III. im anatomischen Saal der Universität Edinburgh seziert. Burkes Taten inspirierten den Büchsenmacher Clemishaw zur Erfindung der Clemishawschen Leichendiebabwehrvorrichtung. Seine Totenmaske wird im Royal College of Surgeons of Edinburgh aufbewahrt, ebenso eine angeblich aus seiner Haut angefertigte Brieftasche. Ein Notizbuch, dessen Einband aus demselben Material stammen soll, wird von der Edinburgher Polizei aufbewahrt. Sein Skelett befindet sich heute im Edinburgher Universitätsmuseum.
Der Ausdruck „burking“ für Burkes Tötungsmethode hat Eingang in die englische Sprache gefunden und ist zu einem Fachbegriff auch der deutschen Rechtsmedizin geworden.

## Rezeption
Im Film Der Arzt und die Teufel (The Flesh and the Fiends) von 1960 (Regie: John Gilling) wird Burke von George Rose dargestellt.
1972 diente ihr Fall als Basis für den Horrorfilm Burke & Hare des Regisseurs Vernon Sewell, in dem Derren Nesbitt die Rolle des Burke übernahm.
Im Jahr 2010 verfilmte Regisseur John Landis die Geschichte erneut in Burke & Hare. Die Rolle des William Burke übernahm der Schauspieler Simon Pegg.
Am 28. September 2024 wurde die von Bruno Max geschriebene und inszenierte schwarze Komödie Burke & Hare vom Theaterensemble Theater zum Fürchten im Scala-Theater in Wien uraufgeführt.

### Deutschsprachige Literatur
- Hans Pfeiffer: Der Zwang zur Serie – Serienmörder ohne Maske, Militzke Verlag, OA (1996), ISBN 3-86189-729-6, S. 16–36.